# Saint-Jean-d’Aubrigoux
Saint-Jean-d’Aubrigoux ist eine französische Gemeinde mit 183 Einwohnern (Stand 1. Januar 2022) im Département Haute-Loire in der Region Auvergne-Rhône-Alpes (vor 2016 Auvergne). Sie gehört zum Arrondissement Le Puy-en-Velay sowie zum Kanton Plateau du Haut-Velay granitique.

## Geographie
Saint-Jean-d’Aubrigoux liegt etwa 33 Kilometer nordnordwestlich von Le Puy-en-Velay in der Naturlandschaft Emblavès (auch Emblavez geschrieben).

### Nachbargemeinden
Die Nachbargemeinden von Saint-Jean-d’Aubrigoux sind Medeyrolles im Norden, Sauvessanges im Osten und Nordosten, Craponne-sur-Arzon im Süden und Osten, Saint-Victor-sur-Arlanc im Südwesten sowie Dore-l’Église im Westen und Nordwesten.

## Bevölkerungsentwicklung
| Jahr                       | 1962 | 1968 | 1975 | 1982 | 1990 | 1999 | 2006 | 2011 | 2017 |
| Einwohner                  | 382  | 356  | 314  | 301  | 260  | 184  | 178  | 190  | 177  |
| Quellen: Cassini und INSEE |      |      |      |      |      |      |      |      |      |

## Sehenswürdigkeiten
- Dolmen La Pierre des Fades
- Kirche Saint-Jean-Baptiste aus dem 12. Jahrhundert, spätere Umbauten
- gallorömische Fundstätte